# Réseau social fédéré
Ne doit pas être confondu avec Réseau social distribué.
Un réseau social fédéré est un type de réseau social sur internet qui est décentralisé et composé de plusieurs fournisseurs de service (comme les emails, mais pour les réseaux sociaux). Contrairement aux réseaux sociaux centralisés (tels que Facebook et Twitter), les réseaux sociaux fédérés possèdent plusieurs serveurs gérés par des entités différentes.
Les réseaux fédérés utilisent également une architecture client-serveur. La différence avec les réseaux sociaux centralisés réside dans le nombre de serveurs, et la capacité de tout utilisateur à en créer de nouveaux. Un réseau fédéré est dit décentralisé car il y a plusieurs centres.

## Instances
Les serveurs qui composent le réseau sont appelés des instances. Elles coopèrent pour faire fonctionner le service, et forment une fédération. Chaque utilisateur est géré par une seule instance, qu'il peut choisir. Cela lui offre un grand contrôle sur l'endroit où sont stockées ses données et sur qui peut y accéder. Les utilisateurs peuvent aussi mettre en place leur propre instance.
Quand deux utilisateurs sur deux instances différentes veulent interagir entre eux, leurs instances doivent s'échanger des informations. Différents protocoles résolvent ce problème. Le plus utilisé est ActivityPub.

## Exemples connus
- Lemmy (réseau social)
- Mastodon (réseau social)
- Diaspora* (réseau social)